# Your Monster
Your Monster és una pel·lícula romàntica de comèdia de terror estatunidenca del 2024 escrita i dirigida per Caroline Lindy, basada en el seu curtmetratge del 2019. La pel·lícula és protagonitzada per Melissa Barrera, Tommy Dewey, Edmund Donovan, Kayla Foster i Meghann Fahy.
Your Monster es va estrenar als Estats Units el 25 d'octubre de 2024 per Vertical.

## Argument
Laura Franco és una jove actriu que pateix un diagnòstic de càncer. Intenta fer front després de ser abandonada pel seu xicot dramaturg Jacob Sullivan, l'obra del qual el va ajudar a escriure abans de la seva separació.
La seva amiga Mazie condueix la Laura a la casa de la seva infància, on es veu obligada a viure després de la ruptura. Durant la seva estada, sent sorolls i descobreix un monstre a la casa, que viu a l'armari de dalt. Encara que inicialment espantada per ell i les seves demandes perquè ella es mudés, la Laura i el Monstre s'uneixen pel seu amor compartit pel teatre, i Monstre accepta deixar-la quedar-se durant dues setmanes.
Monstre convenç a Laura de presentar-se a les audicions de l'obra de Jacob, especialment pel paper principal que Jacob va escriure originalment perquè la protagonigués. Jacob es nega a agafar-la, en lloc d'escollir una altra actriu anomenada Jackie Dennon, però li ofereix a Laura que sigui substituta de Jackie. Laura lluita per veure els aparents coqueteigs de Jacob i Jackie durant els assajos, però troba consol a casa amb Monstre. Laura el convida a una festa de Halloween organitzada pel teatre. Ell s'hi nega, però arriba més tard i balla amb Laura entre els altres festers, però la seva diversió s'interromp quan Laura descobreix que Jacob té una activitat sexual amb una dona, presumiblement Jackie. Utilitzant els seus poders, el Monstre distreu Jacob cap a una trampa propera que s'obre i el deixa caure al pis de sota, ferint-li el braç.
Laura excoria a Monstre pel que va passar, però ell la convenç que Jacob trenqués amb ella enmig del seu tractament contra el càncer no estava bé. Tornen a casa per fer l'amor. En un altre assaig, Jackie s'assabenta d'un company de repartiment sobre el passat de Jacob i Laura. Més tard lluita per actuar a l'escenari i és renyada per Jacob, però Laura ve en la seva defensa, descarregant tot el seu ressentiment cap a Jacob per la seva ruptura. Laura es troba amb Jacob aquella nit per parlar del que va passar. Es connecten al seu despatx, però Jacob informa que la Laura ha estat retirada de la producció.
Laura torna a casa per trobar el monstre a l'armari. Ella descobreix la seva casa amagada, plena d'articles de la seva roba i altres objectes agafats al llarg dels anys. Ella revela la connexió amb Monstre, enfadant-lo molt, però l'acusa de no saber res d'amor perquè és un monstre i sempre s'ha amagat. Monstre revela que no s'ha amagat, explicant altres ocasions durant la vida de la Laura quan va intentar ajudar-la però ella el va tancar a l'armari per por. Laura se'n va i tanca l'armari, però el torna a obrir per penediment, només per descobrir que el Monstre ha desaparegut.
Després d'una visita a l'hospital, Laura és declarada lliure de càncer, però no li agrada la notícia. Jackie es troba amb Laura fora de casa seva per demanar disculpes per haver-li "robat" a Jacob, però  Laura s'arronsa d'espatlles i diu que la gent es connecta. Jackie aclareix que ella i Jacob no han tingut mai relacions, i organitza que Laura ocupi el seu lloc com a paper principal a l'estrena de l'obra. Mentre es cola a l'edifici, Laura descobreix Jacob i Mazie fent sexe. La Mazie segueix la Laura fins al vestidor per demanar disculpes, però Laura li diu que se'n vagi.
Laura surt a l'escenari i actua, per sorpresa i ràbia de Jacob. La seva actuació rep una acollida positiva per part del públic, però Jacob s'enfronta a ella sol darrere les cortines, acusant-la de gelosia i egoisme. Aleshores, el monstre apareix de les ombres i obre la gola d'en Jacob, després s'obren les cortines i una Laura tacada de sang interpreta la cançó final. Al final, Monstre està absent de l'escenari, revelant que en realitat és el "monstre" interior de Laura i que mai va existir. La multitud s'espanta davant la vista del cadàver de Jacob mentre la Laura somriu i deixa escapar un grunyit monstruós.

## Repartiment
- Melissa Barrera com a Laura Franco
- Tommy Dewey com a monstre
- Edmund Donovan com a Jacob Sullivan
- Kayla Foster com a Mazie
- Meghann Fahy com a Jackie Dennon

## Producció
Your Monster és de Merman Productions. Fou produïda per Lindy i Kayla Foster produced, amb Shannon Reilly de Bombo Sports and Entertainment, i Kira Carstensen i Melanie Donkers de Mermade. Barrera va descriure el projecte a Collider com una "pel·lícula independent increïble que va ser tan satisfactòria per a mi. I m'he adonat de com les pel·lícules més petites són més satisfactòries creativament d'alguna manera perquè tens molta més veu, i és com un esforç d'equip real. és com si, bàsicament, tothom s'estigués sacrificant molt per fer això de molt baix pressupost i fer-lo que quedi bé i fer-lo el millor possible, i tenir les més grans esperances en alguna cosa sabent que no tens l'esquena enorme d'un estudi. Crec que et dona més gana". Amb les notícies del projecte que arribaven poc després de l'estrena de la seva segona pel·lícula a la franquícia Scream, alguns van anomenar Barrera la nova "scream queen".

### Rodatge
La pel·lícula es va rodar en vint dies a Hoboken (Nova Jersey).

## Llançament
La pel·lícula es va estrenar a la secció de mitjanit al Festival de Cinema de Sundance el 18 de gener de 2024. El març de 2024, Vertical va adquirir els drets de distribució nord-americans de la pel·lícula. La pel·lícula es va estrenar el 25 d'octubre de 2024.

### Mitjans domèstics
Your Monster es va publicar a VOD amb Apple TV el 12 de novembre de 2024.

## Recepció

### Taquilla
Als Estats Units i al Canadà, la pel·lícula va guanyar 522.958 dòlars en 651 sales el cap de setmana d'obertura.  La pel·lícula va tenir una estrena limitada encara més petita al Regne Unit i a Rússia, amb la combinació que va fer que tingués un gran total de 804.531 dòlars.

### Resposta crítica
Al lloc web de l'agregador de ressenyes Rotten Tomatoes, el 78% de les 87 opinions dels crítics són positives, amb una valoració mitjana de 6,8/10. El consens del lloc web diu: "Una combinació de gèneres perversament deliciosa liderada per Melissa Barrera, Your Monster està agradablement plena de cançons, coratge i cor." Metacritic, que utilitza una mitjana ponderada, va assignar a la pel·lícula una puntuació de 62 sobre 100, basant-se en 16 crítiques, que indicaven crítiques "generalment favorables "
El Festival de Cinema de Nashville va elogiar Barrera, dient: "Hi ha molt poques persones que poden il·luminar la pantalla de la manera que ho fa Melissa Barrera. L'actriu multitalentosa mostra el nivell perfecte d'innocència, vulnerabilitat i, finalment, ferocitat en la seva interpretació com a Laura Franco".
Ben Kenigsberg, escrivint a The New York Times, va elogiar l'encant natural i l'atracció emocional del personatge de Laura Franco interpretat per Melissa Barrera dient que la pel·lícula funciona amb "la intriga entre bastidors, les cançons a l'escenari dels Lazours i l'actuació principal desarmadora de Barrera".
Chad Collins de Dread Central va afirmar que "Your Monster és probable que sigui el més divertit que tinguis a les pel·lícules aquest any, potser en els darrers anys. El debut de l'escriptora i directora Caroline Lindy està molt assegurat, aparentment tornant a explicar La bella i la bèstia, tot i que està impregnat d'un munt d'encant, una mica de terror i un gir veritablement estrella de Melissa Barrera. De veritat, Barrera, tot i ser una estrella abans de Your Monster, aquí puja a un nivell completament diferent". Your Monster va acabar l'any 2024 sent una de les pel·lícules de terror més ben rebudes de l'any. La pel·lícula es va classificar com a número 9 de les deu pel·lícules de terror millor valorades del 2024 a Letterboxd. The Hollywood Reporter també va classificar la pel·lícula número 10 entre les millors pel·lícules de terror del 2024, i va qualificar Melissa Barrera de "força acollidora" al món del terror.

### Reconeisements
| Premi                                                                   | Data de cerimònia     | Categoria                           | Receptor(s)     | Resultat        | Ref.          |
| ----------------------------------------------------------------------- | --------------------- | ----------------------------------- | --------------- | --------------- | ------------- |
| Festival de Cinema de Sun Valley                                        | 3 de març de 2024     | Millor llargmetratge                | Your Monster    | Nominat         | [ 17 ]        |
| Festival de Cinema de Sun Valley                                        | 3 de març de 2024     | Millor actuació en un llargmetratge | Melissa Barrera | Menció especial | [ 17 ]        |
| Festival de Cinema del Lower East Side                                  | 7 de maig de 2024     | El millor del Festival              | Your Monster    | Guanyador       | [ 18 ]        |
| Sundance London                                                         | 9 de juny de 2024     | Premi preferit del públic           | Your Monster    | Guanyador       | [ 19 ]        |
| estival Internacional de Cinema Fantàstic de Brussel·les                | 21 d'abril de 2024    | Concurs Internacional               | Your Monster    | Subcampió       | [ 20 ]        |
| Festival de Cinema de Charlotte                                         | 2 d'octubre de 2024   | Preferit del públic                 | Your Monster    | Guanyador       | [ 21 ] [ 22 ] |
| Festival Internacional de Cinema de Los Cabos                           | 8 de desenbre de 2024 | "Without Borders" Sin Fronteras”    | Melissa Barrera | Guanyador       | [ 23 ]        |
| Premis de cinema de l'Associació de Periodistes d'Entreteniment Llatins | 27 de gener de 2025   | Millor actriu                       | Melissa Barrera | Nominat         | [ 24 ]        |